# Familia Ahlström
La familia Ahlström es una familia de negocios finlandesa, diseñadores y artistas. Son conocidos por ser los fundadores de la Corporación Ahlstrom, que colaboró con Alvar Aalto. Una rama de la familia se apellida Gullichsen.

## Miembros de la familia
- Antti Ahlström, fundador de la Corporación Ahlström
- Eva Ahlström CEO de Ahlström, primera mujer en ser CEO en Finlandia
- Walter Ahlström, CEO de Ahlström, hijo de Antti.
- Rafael Ahlström, hijo de Antti.
- Wilhelm Ahlström, hijo de Antti.
- Hans Ahlström, CEO de Ahlström
- Maire Gullichsen (nacida Ahlström, 1907–1990), hija de Walter, fundadora de Artek, dueña de la Villa Mairea
- Harry Gullichsen, CEO de Ahlström, esposo de Maire.
- Krister Ahlström, CEO de Ahlström
- Kristian Valter Gullichsen (b. 1932), hijo de Harry y Maire, arquitecto en la compañía Gullichsen Kairamo Vormala
- Professor Johan Gullichsen, Presidente del consejo de Administración de Ahlström
- Alvar Gullichsen (b. 1961), artista conocido por su parodia de Bonk Business Inc.
- Johanna Gullichsen, diseñadora de textiles.
- Sam Huber, músico y actor